# Novembre 2009 en Afrique
Cet article présente les faits marquants du mois de novembre 2009 en Afrique.

## Dimanche8 novembre 2009
Ouverture pour deux jours, à Charm el-Cheikh (Égypte), du Forum Chine-Afrique, auquel participent une cinquantaine de pays, avec l'ambition de renforcer une coopération économique en plein essor entre le géant asiatique et le continent africain. Cette manifestation triennale, dont la première édition s'est tenue en 2000 à Pékin, traduit les ambitions et appétits économiques de la Chine, première des puissances émergentes, avide en métaux et pétrole dont l'Afrique regorge. Les investissements directs chinois sur le continent africain sont passés de 491 millions de dollars en 2003 à 7,8 milliards fin 2008. Les échanges commerciaux entre la Chine et l'Afrique ont décuplé depuis le début de la décennie, atteignant 106,8 mds USD en 2008, soit une hausse de 45,1 % sur un an.
Le premier ministre chinois, Wen Jiabao, promet 10 milliards USD de prêts bonifiés pour l'Afrique, dans le cadre d'un programme triennal destiné à aider ce continent et à développer des relations économiques sino-africaines en plein essor. Il a insisté sur la réduction de la pauvreté, l'aide à l'agriculture et aux infrastructures, et a annoncé une suppression de droits de douane pour les produits venant des pays africains les plus démunis.

## Lundi9 novembre 2009
Le Forum de coopération Chine-Afrique s'est achevé avec l'adoption de deux documents visant à approfondir la coopération sino-africaine, une « Déclaration de Charm el-Cheikh » et un plan d'action pour les trois prochaines années.

## Mercredi11 novembre 2009
Le Congrès des droits civiques (CRC), une coalition de dizaines d'organisations de défense des droits de l'Homme, estime qu'après les excuses du Sénat américain en juin et celle de l'ex-premier ministre britannique, Tony Blair, c'était au tour des chefs traditionnels africains de devoir s'excuser pour le rôle que leurs ancêtres ont joué dans la traite des esclaves, pour « mettre un point final à l'histoire de la traite des esclaves » : « Nous ne pouvons pas continuer à accuser les hommes blancs alors que les Africains, en particulier les chefs traditionnels, ne sont pas irréprochables », ils ont participé à la traite des esclaves en « aidant systématiquement à mener des raids et des enlèvements […] dans les communautés sans défense […] puis à les échanger avec des collaborateurs européens, américains et autres ». La ville côtière nigériane de Badagry a servi de point de départ pour le voyage de nombreux esclaves vers l'Europe, les États-Unis et les Caraïbes.

## Lundi16 novembre 2009
L'association « Le Moment de se lever pour l'Afrique » (MLA) dépose auprès du tribunal de grande instance de Paris une plainte avec constitution de partie civile pour « détournement de fonds publics » visant 4 chefs d'État africains, dont Abdoulaye Wade (Sénégal) et le Denis Sassou Nguesso (Congo Brazzaville), Teodoro Obiang (Guinée équatoriale) et le défunt Omar Bongo (Gabon). Cette plainte est dans la lignée de celles déposées en 2007 et 2008 par l'association anti-corruption « Transparence internationale France » (TI) visant Teodoro Obiang, Omar Bongo et Denis Sassou Nguesso portant sur les conditions d'acquisition d'importants patrimoines immobiliers en France grâce, selon Transparence internationale France, à des détournements de fonds publics. D'après TI France, le patrimoine immobilier de MM. Bongo, Obiang et Sassou Nguesso en France s'élèverait à 160 millions d'euros. Le 29 octobre, la cour d'appel de Paris avait finalement jugé irrecevable cette plainte et bloqué l'ouverture d'une enquête.

## Jeudi19 novembre 2009
Une équipe de paléontologues américains a découvert au Sahara des fossiles de 5 espèces de crocodiles jusque-là inconnues ayant vécu il y a quelque cent millions d'années et aujourd'hui éteintes. Parmi ces crocodiles, l'un avait des défenses semblables à celles des sangliers et un autre un groin ressemblant à un bec de canard. Un grand nombre de ces fossiles a été découvert lors d'une série d'expéditions au Sahara à partir de 2000, gisant à la surface même du sol dans une région isolée dominée par des roches et des dunes s'étendant du Niger au Maroc.

## Vendredi20 novembre 2009
La Communauté économique des États d'Afrique de l'Ouest (Cédéao) déclare que la convention sur les armes légères et de petit calibre, adoptée en 2006 par les chefs d'État des quinze nations membres de l'organisation, interdisant la prolifération d'armes légères est entrée en vigueur avec sa ratification par le Bénin. Ce texte « prévoit l'interdiction du transfert d'armes par les États membres avec des possibilités d'exemption en cas de légitime défense et de besoins sécuritaires, de maintien de l'ordre et de la participation à des opérations de soutien à la paix ». Outre le Bénin, les pays l'ayant désormais ratifiée sont le Burkina Faso, le Liberia, le Mali, le Niger, le Nigeria, Sénégal, la Sierra Leone et le Togo.